# Mycteria leucocephala
El tántalo indio (Mycteria leucocephala) es una especie de ave ciconiforme de la familia Ciconiidae. Se distribuye por el subcontinente indio e Indochina.